# Autopista Brenner
La Autopista de Brennero (Italiano: AutoBrennero o Autostrada del Brennero; alemán: Brenner Autobahn) es una autopista troncal europea de gran importancia, que conecta Innsbruck en medio de Austria con Módena en el norte de Italia.
Bautizada como A13 en la parte austríaca, la autopista es relativamente corta y está totalmente localizada dentro del estado del Tirol. A partir de la frontera entre Italia y Austria en el Paso del Brennero (1.374m-4,508 ft), la autopista se convierte en la A22 dentro de Italia y llega hasta Módena, donde conecta con la autopista A1 entre Milán y Roma. Es parte de la importante autopista europea E45.
El histórico Paso del Brennero es el paso más bajo en el entorno de los Alpes Orientales Centrales; esta era la ubicación más favorable, por eso se decidió construir en ella la primera autopista cruce entre las principales cadenas Alpinas.  A diferencia de otros pasos más altos de los Alpes, el paso de Brennero puede estar abierto todo el año, incluso en los meses de invierno.  La construcción de la autopista se inició en 1959 y quedaba parcialmente abierta en 1963, incluyendo el Puente Europa (el puente de autopista más alto de Europa en aquel momento).

## Recorrido

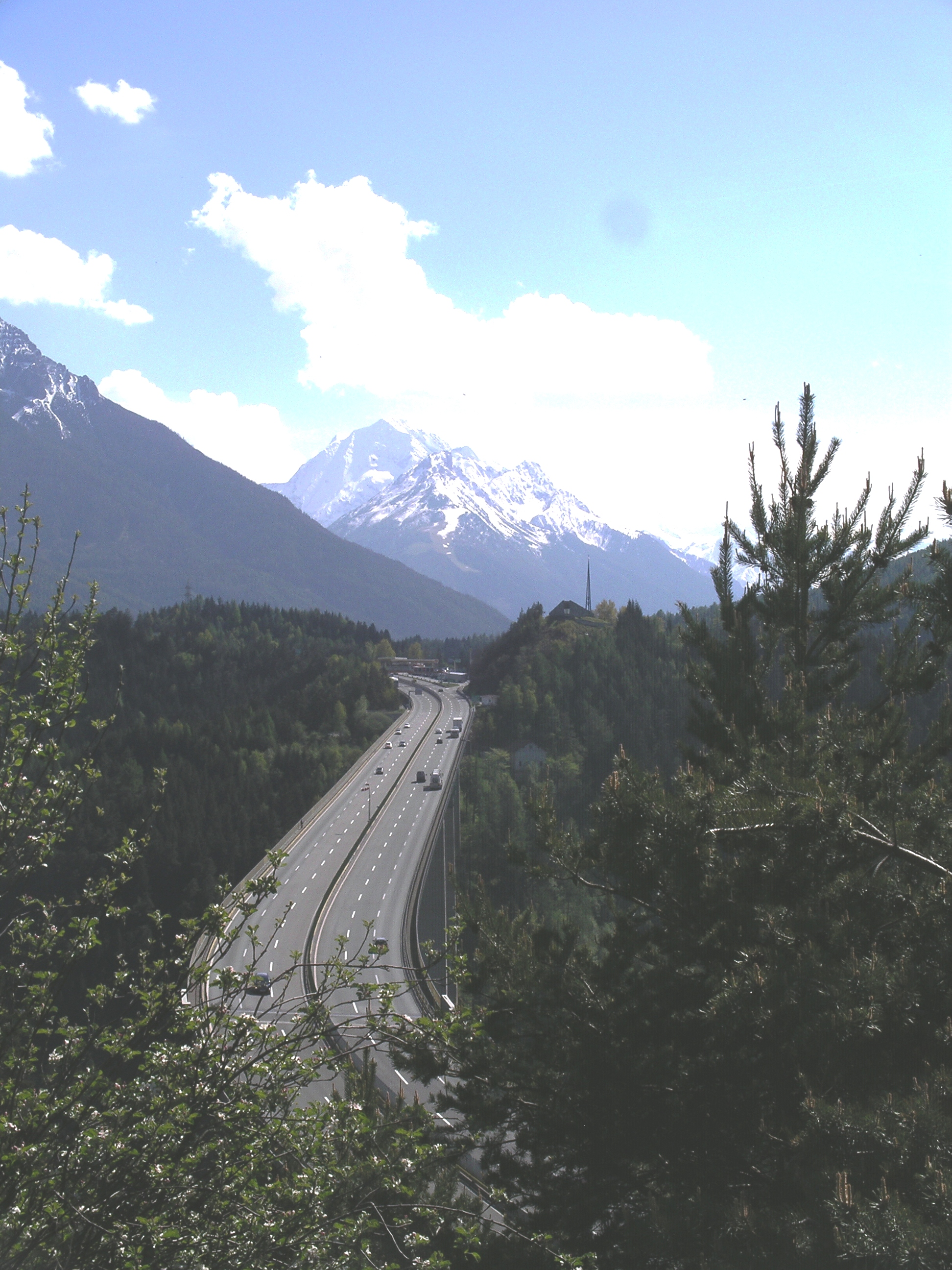
Puente de Europa en Patsch, cerca de Innsbruck

### Austria
La autopista A13 empieza al sur de Innsbruck a partir de la autopista A12 este-oeste Inntal Autobahn, que enlaza Bregenz en Austria occidental con Kufstein cerca la frontera de Baviera dentro de Alemania. A 565 m (1.854 pies) sobre el nivel del mar, la Brenner Autobahn asciende hacia arriba del Wipptal (Wipp Vall), pasando por los pueblos de Steinbach y Gries-am-Brenner, y llega al Paso del Brennero a 1.374 m (4,508 pies) sobre le nivel del mar.

### Italia
Después de pasar por las áreas de peaje a 200 metros al sur de la frontera entre Italia y Austria, la autopista A22 empieza su descenso gradual a través del valle de Eisacktal. Pasa por los pueblos de Vipiteno (Sterzing) y Bresanona antes de llegar a las afueras de Bolzano a 262 m (859,6 pies) m (860 ft) por encima del nivel del mar. Después de Bolzano, la autopista continúa hacia Ora, Trento, Rovereto, Ala y conecta con la Autopista A4  Milán-Venecia al oeste de Verona. Más allá de Verona, la autopista sigue hacia Mantua y Módena, donde acaba y conecta con la autopista A1.

## Peajes
La Brennero es una autopista de peaje tanto en Austria como en Italia.  Cuando se viaja por la autopista A13 austríaca, los conductores están obligados a pagar los peajes adicionales  (en alemán: Maut), ya sea con tarjeta de crédito o dinero en efectivo al peaje cruce de Schönberg im Stubaital o por medio del sistema de prepago Videomaut. De hecho, la Brenner Autobahn es una Autopista de peaje especial (en alemán: Sondermautstrecke), que está exenta de la tarjeta de peaje generalmente obligatoria a las autopistas y autovías de Austria.